# Benjamin Bonnaud
Pour les articles homonymes, voir Bonnaud.
Benjamin Bonnaud, né le 5 août 1977 à Fontenay-le-Comte en Vendée, est un skipper français.
Il est champion du monde par équipes de 420 et deux fois remplaçant aux Jeux Olympiques avec son frère Romain en 470.
Il remporte la médaille d'or des Championnats d'Europe de 470 avec son frère Romain en 2006 à Balatonfüred.